# Paul von Franken

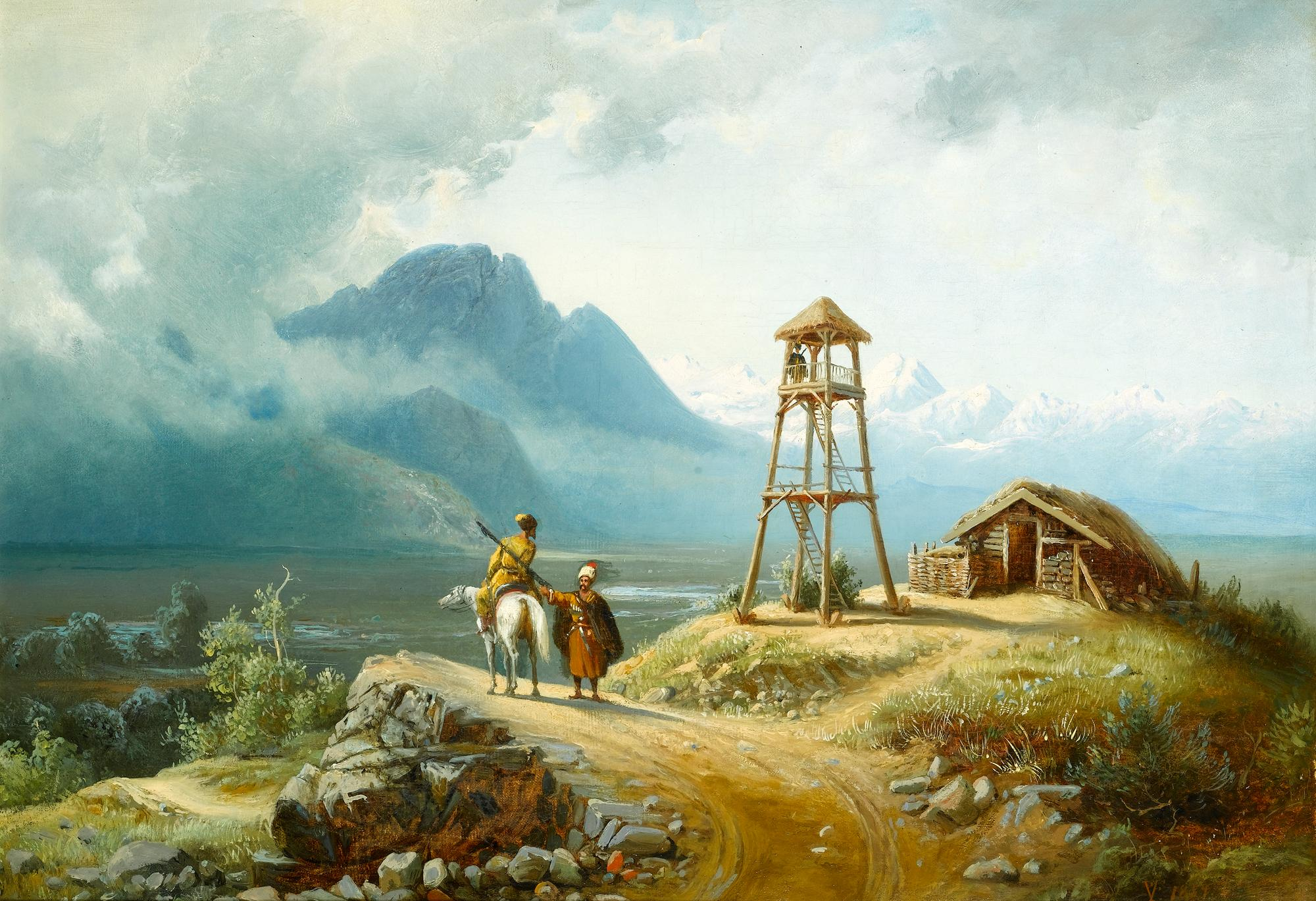
Eine Berglandschaft mit einem Reiter neben einem Turm

 Paul von Franken  (* 6. Juli 1818 als Paul Franken in Oberbachem; † 8. November 1884 in Düsseldorf) war ein deutscher Landschafts- und Genremaler der Düsseldorfer Schule. Er ist bekannt als der „Maler des Kaukasus“. Sein Werk ist der Spätromantik zuzuordnen.

## Leben
Paul von Franken ist in Oberbachem, heute ein Ortsteil von Wachtberg, geboren und in Godesberg aufgewachsen. Er war Sohn des Wilhelm Hugo (von) Franken (1784–1840), der von 1816 bis 1840 Bürgermeister der Bürgermeisterei Villip und zugleich von 1818 bis 1840 Bürgermeister von Godesberg, heute Teil eines Stadtbezirks von Bonn, war. Seine Mutter war Wilhelmina Regina Weiser. Der Vater hatte den Adelstitel 1826 als Standesbeamter selbst ergänzt. Obwohl der Titel der Familie endgültig 1844 aberkannt wurde, signierte Paul Franken weiter mit von Franken.
Paul von Franken studierte von 1840 bis 1842 an der Königlich-Preußischen Kunstakademie in Düsseldorf unter Wilhelm von Schadow. Dort besuchte er die Elementarklasse (1840), die Vorbereitungs- oder Malerklasse (1841) sowie die Architekturklasse (1841) von Rudolf Wiegmann, der sein Talent als „gewöhnlich“ einstufte. Freundschaftlich verbunden blieb er seinen Kommilitonen Siegmund Lachenwitz und Peter Schwingen, die zur gleichen Zeit in Düsseldorf studierten. Bei Schwingens zweiter Eheschließung im Jahr 1849 fungierte er neben Lachenwitz als Trauzeuge.

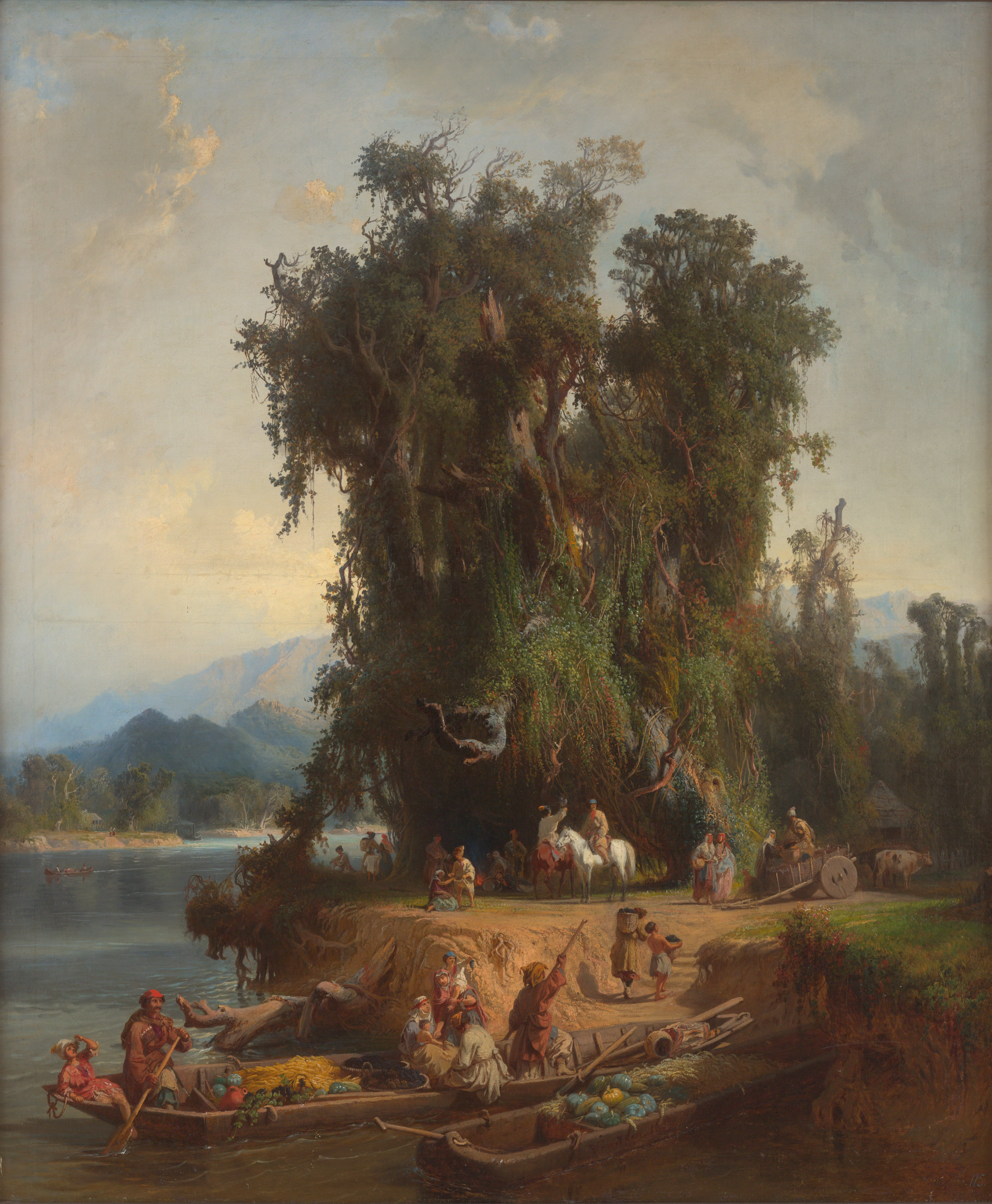
Obsternte in Mingrelien, 1859

Nach 1842 ging von Franken auf Studienreisen und hatte längere Aufenthalte in Brüssel, Antwerpen und Amsterdam. Von 1846 bis 1849 lebte er in Dresden und zeigte dort 1848 auf der Ausstellung der Akademie der Künste sein  Gemälde Die Vorbereitung zur Beichte. Nach seiner Rückkehr nach Düsseldorf heiratete er 1851 seine Dresdner Schülerin, die 1825 geborene baltische Malerin Helene Köber aus Mitau, dem heutigen Jelgava in Lettland. Nach Aufenthalten in Paris, Mitau, Sankt Petersburg und Moskau wohnte das Ehepaar ab 1853 in Tiflis. Dort arbeitete seine Ehefrau als Kunstlehrerin am Mädchengymnasium. Im Auftrag der russischen Regierung bereiste von Franken die Kriegsschauplätze im Kaukasus und hielt die Landschaften und Menschen dokumentarisch fest, von denen er fasziniert war. Von Franken unternahm auch Studienreisen in die asiatische Türkei und nach Eriwan. 
1860 kehrte er nach Deutschland zurück und lebte in Godesberg und Düsseldorf. Von seiner Ehefrau hatte er sich getrennt, weil sie ihm untreu geworden sein soll. Weiterhin malte er kaukasische Motive. 1860 wurde er Mitglied des Düsseldorfer Künstlervereins Malkasten. Als er 1884 schwer erkrankt war, kam auf sein Bitten seine Ehefrau nach Düsseldorf, um ihn zu unterstützen. Im gleichen Jahr starb er dort im Alter von 66 Jahren. Frankens Nachlass, eine Reihe von Gemälden, Studien und Zeichnungen mit Motiven aus dem Kaukasus, nahm seine Ehefrau mit nach Tiflis.
Seine 1856 geborene Tochter Helene Franken heiratete 1875 den Forschungsreisenden und Ethnographen Karl von Hahn (1848–1925).

## Werke (Auswahl)

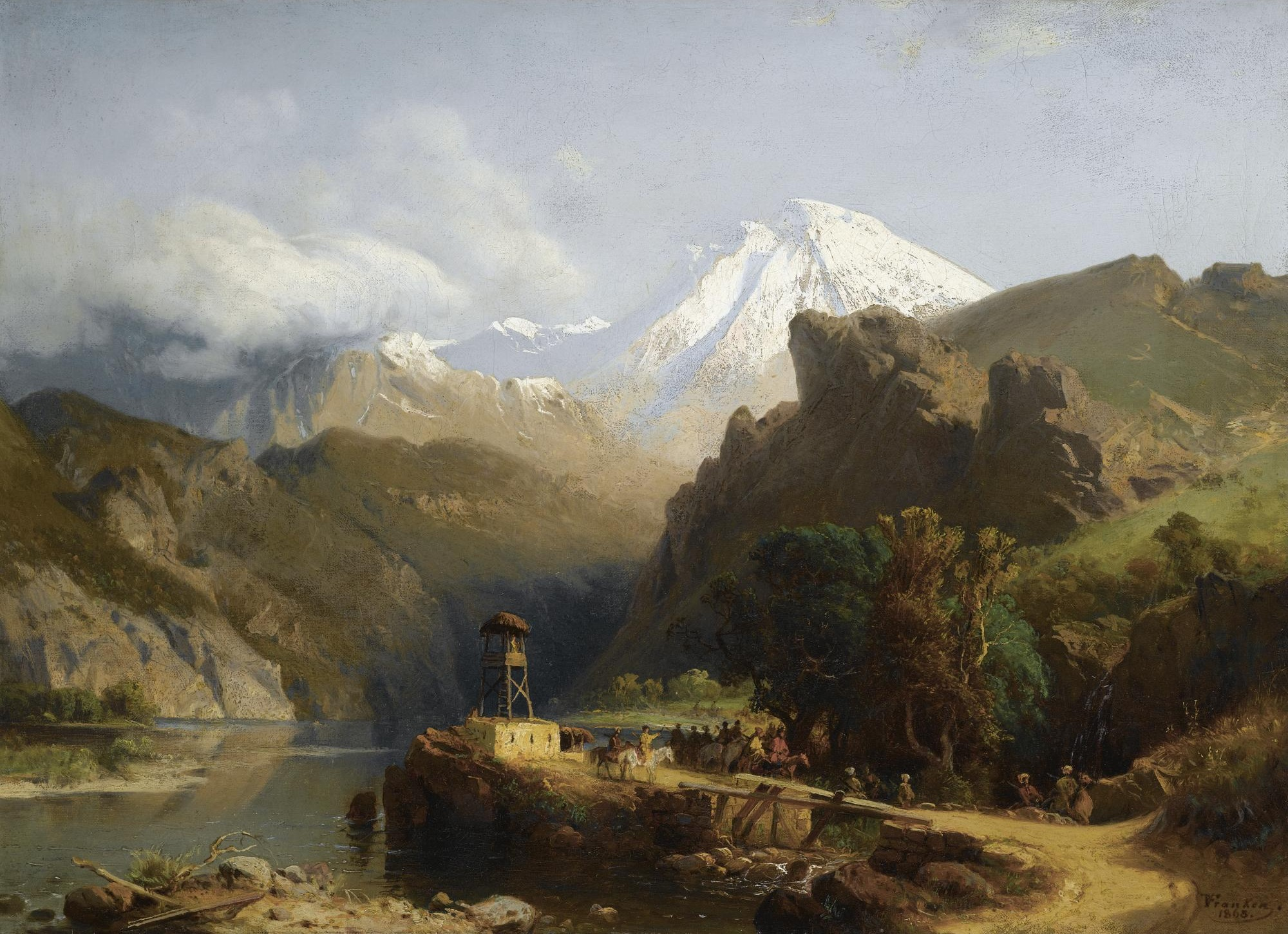
Wachtturm im Kaukasus, 1863

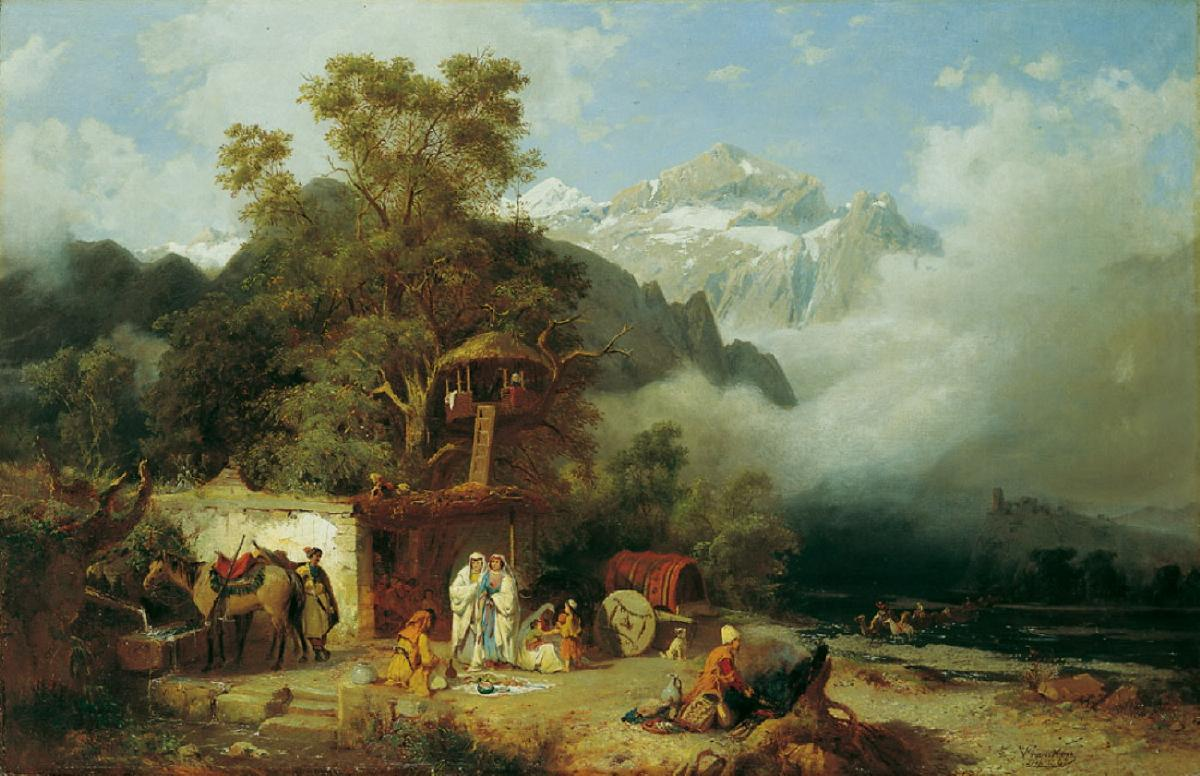
Kosakenlager bei Tiflis, 1867

- 1841: Bildnis des Vaters Wilhelm Hugo von Franken
- 1848: Die Vorbereitung zur Beichte
- 1850: Der Arztbesuch
- um 1850: Karawanserei
- 1851: Fischhandel
- 1855: Kaukasische Landschaft
- 1859: Ansicht von Tiflis
- 1859: Kasbek
- 1859: Obsternte in Mingrelien
- 1862: Ein Duchhan
- 1863: Wachtturm im Kaukasus
- 1864: Ansicht aus Kolchis
- 1867: Kosakenlager bei Tiflis
- 1866: Der Analabar in Tiflis
- 1878: Kaukasische Landschaft
- 1879: Am Ufer des Rioni,
- Kosakenlager bei Tiflis
- Die Verwüstung von Tiflis durch die Perser
- Der Jungfrauenturm (Qiz Qalasi) in Baku am Kaspischen Meer

Frankens Nachlass wurde später auf seine Enkel verteilt und befindet sich heute vielfach in Privatbesitz. Einige Werke gelangten nach Moskau und St. Petersburg. Andere gelten als verschollen, sind jedoch durch Ausstellungskataloge noch bekannt. Auf internationalen Auktionen erzielen seine Werke regelmäßig hohe Preise, was auf die Seltenheit kaukasischer Sujets in der Malerei des 19. Jahrhunderts und auf die hohe Nachfrage osteuropäischer Käuferschichten zurückgeführt wird.